# Кульпа
Кульпа (*д/н — 1360) — хан Золотої Орди в серпні 1359 — січні 1360 року.

## Життєпис
Напевне походив з династії Чингізидів, хоча низка дослідників це ставить під сумнів. Достеменно відомо, що Кульпа не мав стосунку до нащадків Бату-хана. У 1359 році після вбивства хана Бердібека за підтримки темника Туглуг-бека стає новий правителем Золотої Орди, оголосивши себе сином хана Джанібека. Впливові темники визнали Кульпу самозванцем. Так впливовий сановник Мамай уздовж правобережжя Волги утворив напівнезалежне володіння, а Хизр-хан відокремився уздовж річки Яїк (сучасний Урал).
Правління Кульпи тривало 6 місяців та 5 днів. Його було вбито разом з родиною — синами Іваном та Михайлом) у січні 1360 року в результаті змови Науруз-хана, який став новим володарем Золотої Орди.